# 쉬뤄팅
쉬뤄팅 (중국어 정체자: 徐若庭, 병음: Xú Ruòtíng, 한자음: 서약정, 영어: Hsu Jo-Ting, 1990년 3월 18일 ~ )은 중화민국의 에페 펜싱 선수이다. 그녀는 2010년 아시안 게임과 2012년 하계 올림픽에서 중화 타이페이 대표로 에페 개인전에 참가하였다.